# Nicolas Pastoret
Nicolas Pastoret (1739-1810) est un jurisconsulte du duché de Luxembourg sous l’administration du Saint-Empire Romain Germanique, député de l’assemblée législative du département français des Forêts (duché de Luxembourg) sous l’Empire français de 1804 à 1810, distingué Chevalier d’Empire. 

## Biographie
Fils d'Antoine Pastoret, centenier et négociant, et de Thérèse de la Haye, originaire du château de  Schimpach, Nicolas Pastoret est né à Arlon, le 20 octobre 1739. Il entre en 1750 au collège des Jésuites à Luxembourg. En octobre 1758 il intègre la faculté de droit à l'Université de Louvain. Il  passe sa licence le 13 mars 1762. Le 21 avril de la même année il s'inscrit sur le tableau des avocats-postulants près le Conseil Provincial de Luxembourg. 
Il se marie le 19 décembre 1763 avec Hélène Mamer avec qui il aura treize enfants.
En 1778, il devient l'un des trois avocats Conseiller Rapporteur Surnuméraire de cette institution. En 1780, l'Empereur Joseph II le nomme Président de la seconde chambre du Conseil Provincial et lui confie une mission d'assistance juridique auprès du Grand Conseil de Mâlines pour la réorganisation judiciaire de l'Empire. En 1792, le nouvel empereur François II le désigne Président du nouveau Conseil d'appel à Luxembourg jusqu'à la conquête française et la capitulation du Luxembourg du 17 prairial an III de la République française (6 juin 1795).
Sous administration française, le nouveau tribunal civil choisit Nicolas Pastoret pour le présider jusqu'au 17 juin 1800, date à laquelle il est nommé juge au tribunal d'appel de Metz dont il relève sans y siéger, et Président de la Cour criminelle du département des Forêts nouvellement créé. Le 20 septembre 1803 il devient représentant de ce département au Sénat, membre du Corps législatif de l'Empire français.
Revenu à Luxembourg à l'issue de son mandat législatif, il reprend la présidence du Tribunal Criminel pour peu de temps car il meurt le 30 juin 1810.

## Distinctions
1792: Garde et Trésorier des chartes du Conseil sous l'empereur François II
1801: Vice-Président de la Société Libre d'Agriculture des Arts et du Commerce du département des Forêts
1807: membre d'honneur du Conseil Général de l'Athénée de la langue française
1809: Chevalier d'Empire